# 納帕季夫卡 (卡利尼夫卡區)
49°36′40″N 28°33′23″E / 49.61111°N 28.55639°E
納帕季夫卡（烏克蘭語：Нападівка），是烏克蘭的村落，位於該國西南部文尼察州，由赫米利尼克區負責管轄，始建於1781年，面積10.8平方公里，海拔高度282米，2001年人口395。